# 李权超
李权超（1906年—1966年7月31日），男，四川南部人，中华人民共和国政治人物，曾任天津市人民检察院检察长，天津市人民委员会副市长，中共天津市委书记处书记。